# Barkeria melanocaulon
Barkeria melanocaulon är en orkidéart som beskrevs av Achille Richard och Henri Guillaume Galeotti. Barkeria melanocaulon ingår i släktet Barkeria och familjen orkidéer. Inga underarter finns listade i Catalogue of Life.

## Bildgalleri

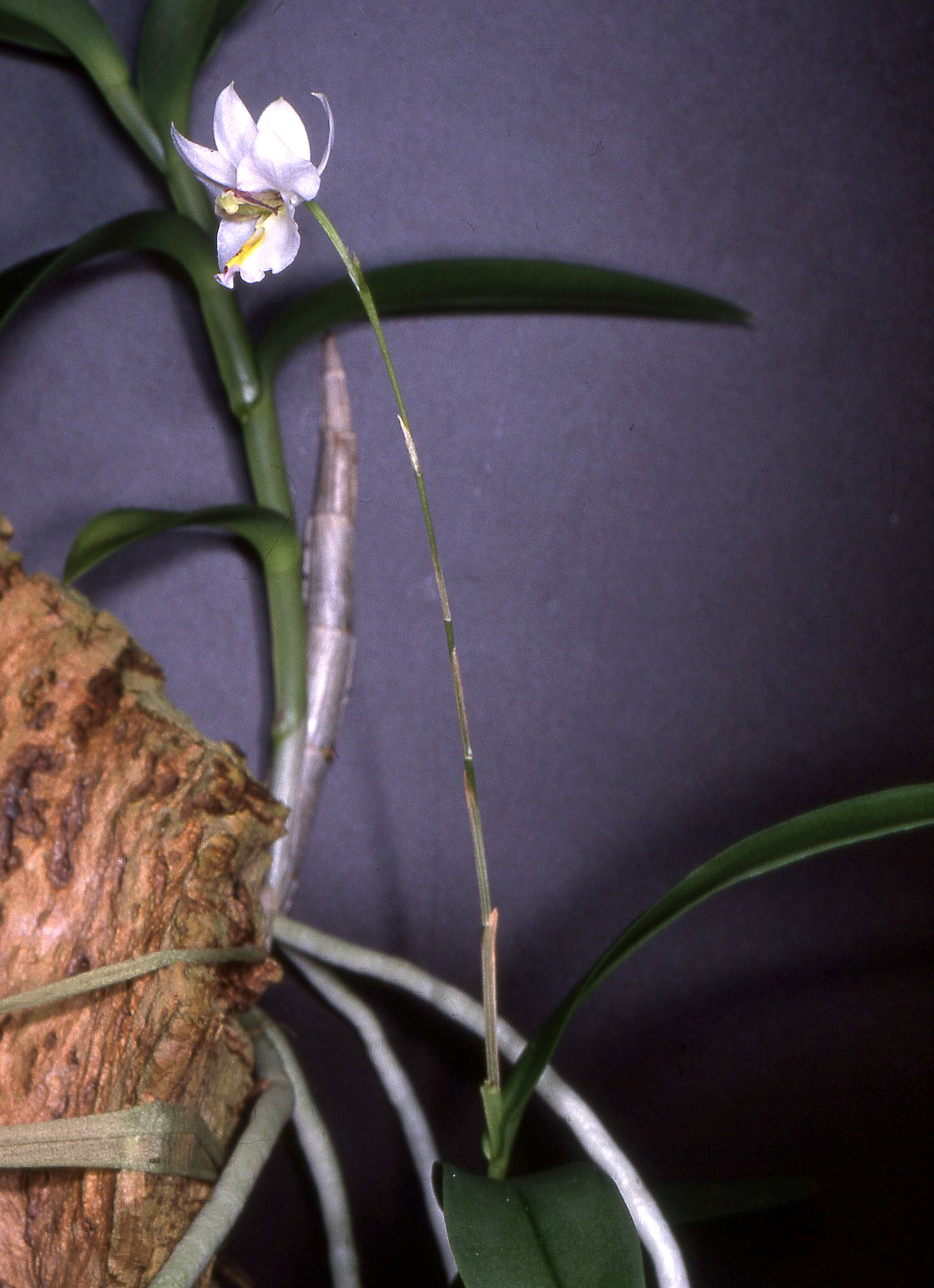
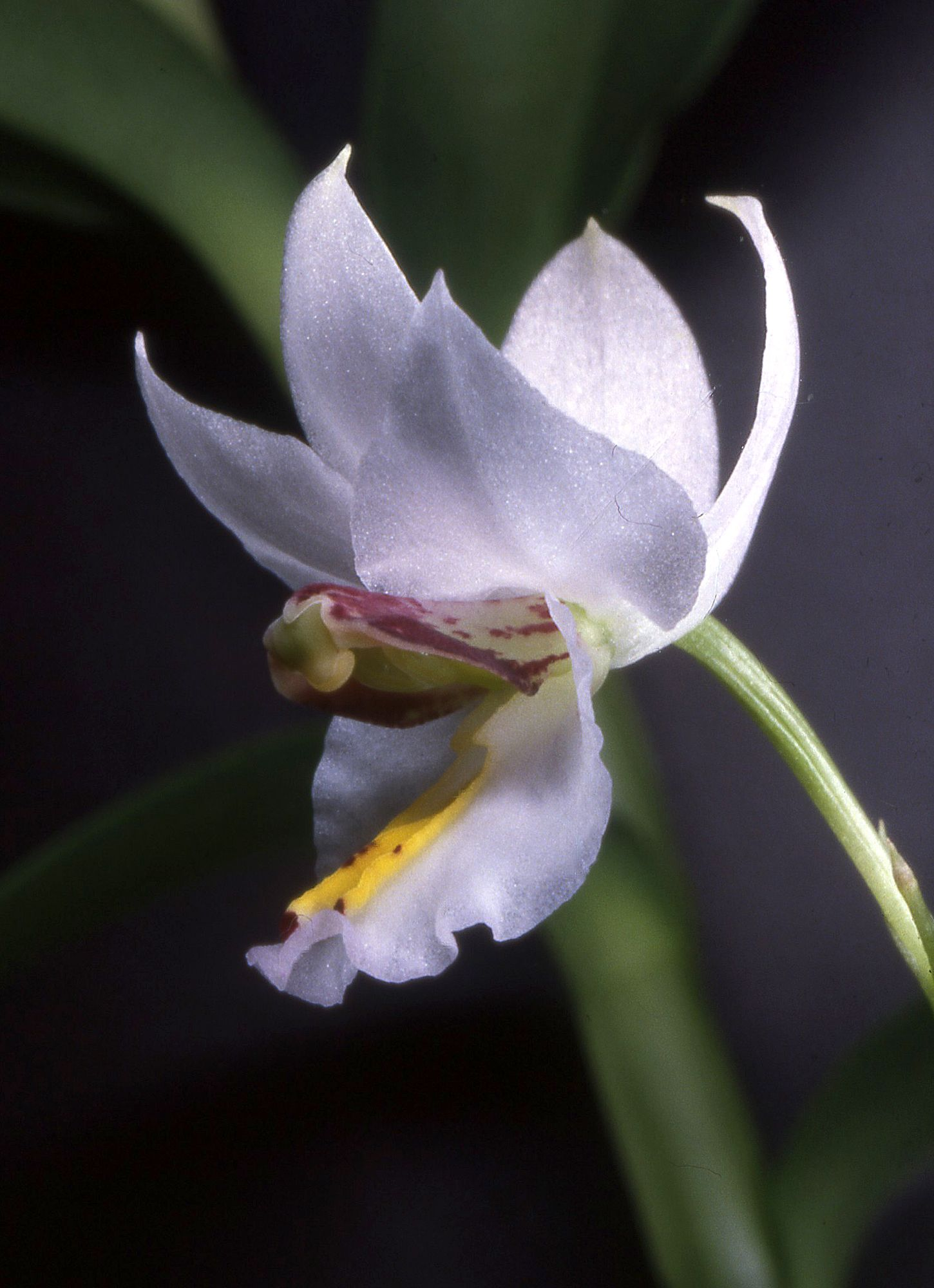
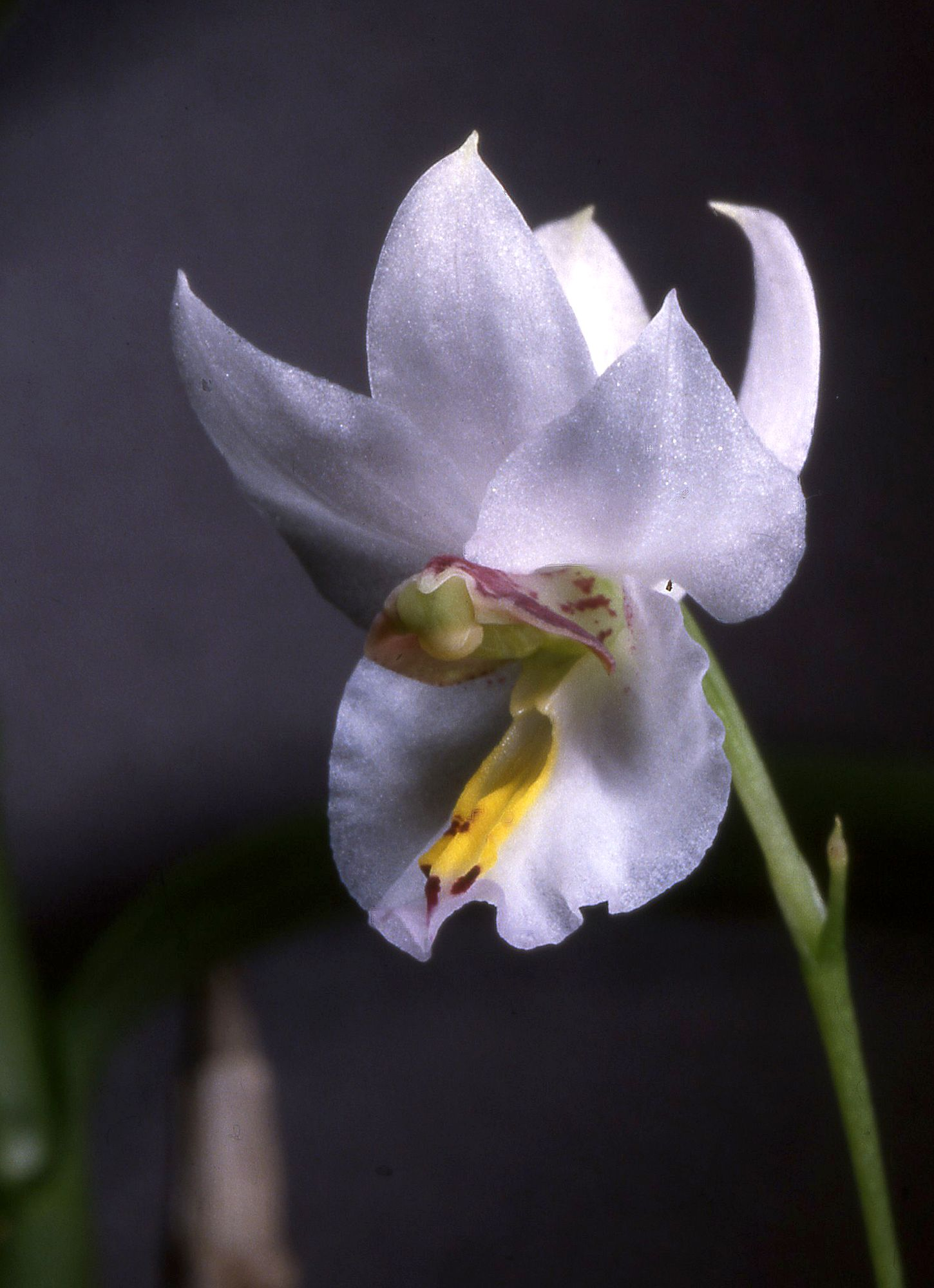
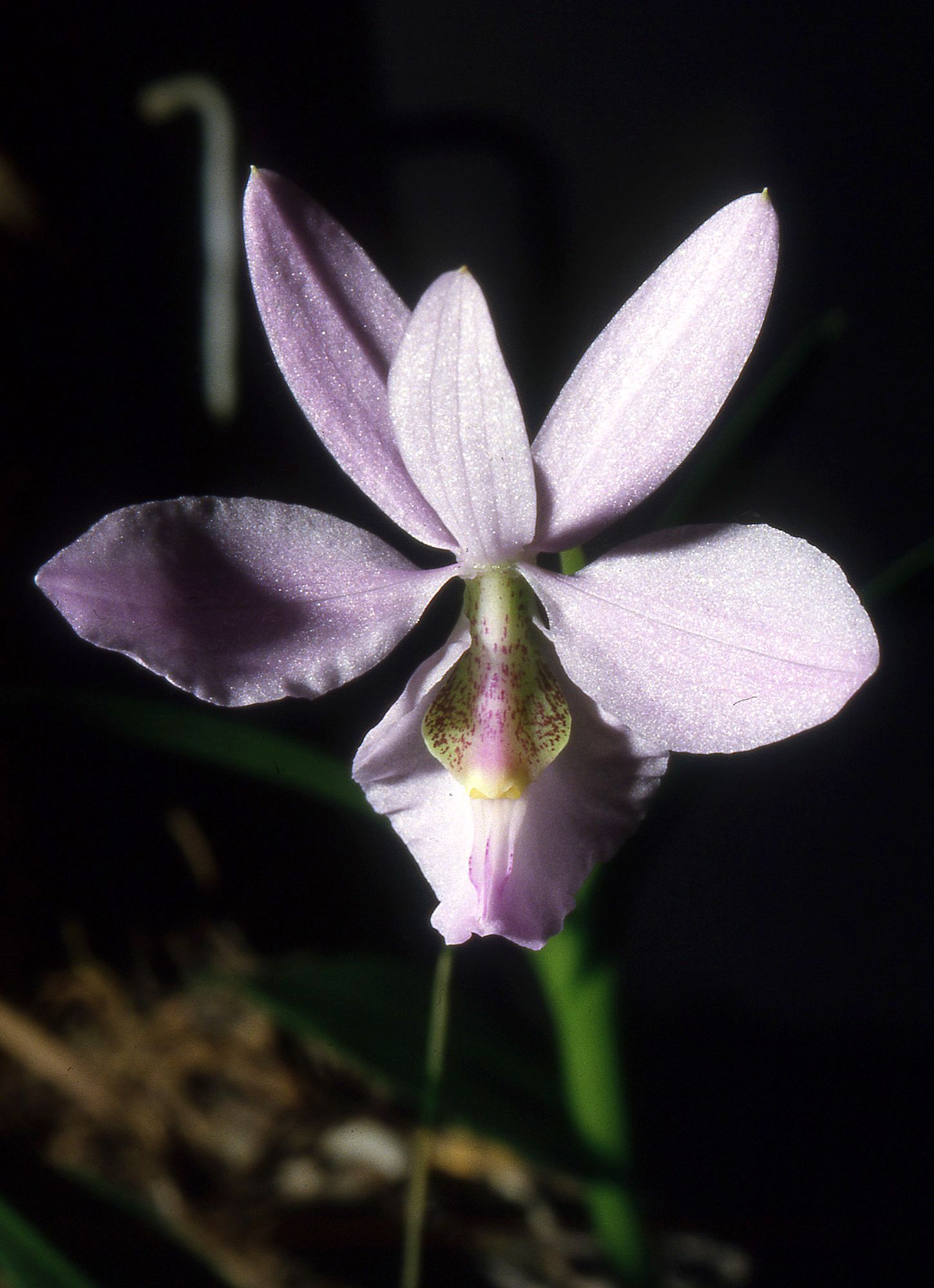
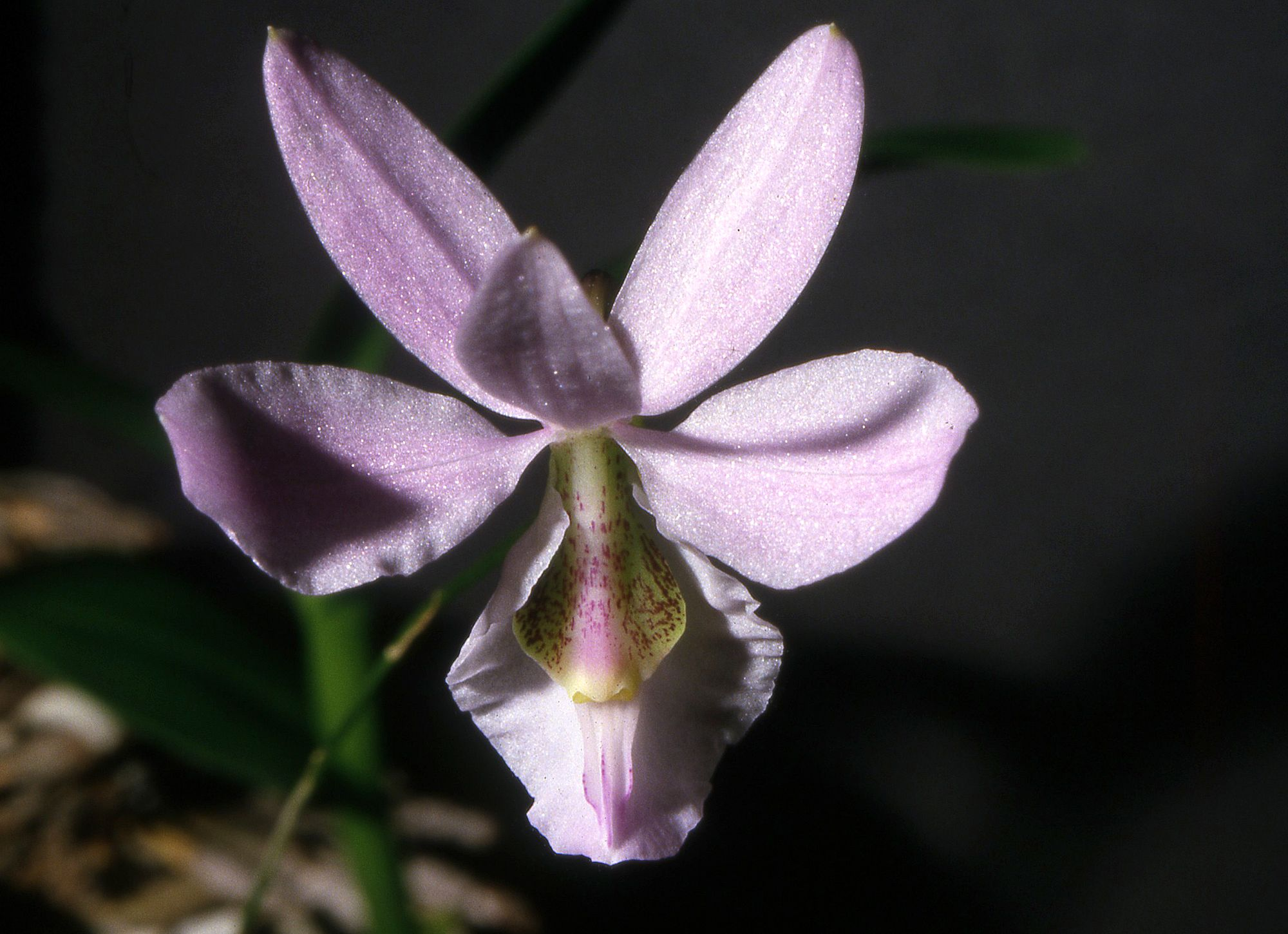